# ارگونومی
اِرگونومی (به یونانی: به معنای دانش به کار بردن اطلاعات علمی موجود دربارهٔ انسان (و روش‌های علمی تولید چنین اطلاعاتی)) در طراحی محیط کار است. ارگونومی ظرفیت‌ها و توانمندی‌های انسان را بررسی می‌کند، سپس اطلاعات به دست آمده را در طراحی مشاغل، فراورده‌ها، محیط‌های کار و تجهیزات به کار می‌بندد.
معمولاً از اصطلاحات ارگونومی و عوامل انسانی به‌طور مترادف بهره گرفته می‌شود. هر دو اصطلاح رابطهٔ دوسویهٔ کار و نیازمندی‌های شغلی را بازگو و تشریح می‌کند و هر دو درصدد کاهش فشارهای جسمانی و روانی در محیط کار هستند.
آشکارترین اثر مثبت طراحی درست و مناسب مشاغل، تجهیزات و محیط کار، بالارفتن سطح ایمنی، بهداشت، تطبیق کار با کارگر بر اساس ابعاد بدنی فرد و در نهایت رضایت شغلی و بهبود بهره‌وری است. از سال ۱۹۷۰ تا ۲۰۰۰ ارگونومی از طریق دوره‌های دانشگاهی و کارگاه‌های آموزشی توسط اساتیدی از جمله دکتر هوشنگ شهنواز و دکتر نادر کاووسی به دانشگاهیان ایرانی معرفی شد.

## واژه‌شناسی
واژه ارگونومی ریشه یونانی دارد و از ἔργον به معنی «کار» و νόμος به معنای «قانون طبیعی» منشأ می‌گیرد. این واژه برای اولین بار در سال ۱۸۵۷ وارد واژگان مدرن شد که دانشمند لهستانی Wojciech Jastrzębowski این کلمه را در مقاله خود استفاده کرد
Rys ergonomji czyli nauki o pracy, opartej na prawdach poczerpniętych z Nauki Przyrody
(ترجمه فارسی: ارگونومی؛ یعنی علم کار، براساس حقیقت‌های گرفته شده از علوم طبیعی).
محقق فرانسوی، ژان گوستاو کورل سونوئیل، ظاهراً بدون اطلاع از مقاله جاسترزبوفسکی، یک سال بعد یعنی در سال ۱۸۵۸ از این کلمه با معنی کمی متفاوت تر استفاده کرد.
ورود این واژه به واژگان انگلیسی، به روان‌شناس انگلیسی، Hywel Murrell، در جلسه ۱۹۴۹ در دریاسالاری انگلستان منتسب شد، که منجر به پایه‌گذاری انجمن ارگونومی شد. او از آن استفاده کرد تا مطالعاتی را که در طول جنگ جهانی دوم و بعد از آن درگیر شده بود، دربرگیرد.

## پیشینه

### در جوامع باستان
برخی اظهار داشتند که ارگونومی انسانی با استرالوپیتکوس پرومتئوس (که به عنوان «پای کوچک» نیز شناخته می‌شود) آغاز شد، یک پیشکسوت که ابزارهای دستی را از انواع مختلف سنگ ایجاد می‌کند، و به روشنی با توجه به توانایی آنها در انجام کارهای تعیین شده، بین ابزارها تمایز قایل است. بنظر می‌رسد که پایه‌های علم ارگونومی در چارچوب فرهنگ یونان باستان بنا شده است.
شواهد و مدارک خوبی نشان می‌دهد که تمدن یونان در قرن ۵ قبل از میلاد از اصول ارگونومیک در طراحی ابزارها، مشاغل و مکانهای کاری خود استفاده کرده است. یک نمونه برجسته از این را می‌توان در توضیحی که بقراط آورده است که چگونه باید محل کار جراح طراحی شود و چگونه چیدمان وسایل مورد استفاده وی فراهم شود. سوابق باستان‌شناسی همچنین نشان می‌دهد که سلسله‌های اولیه مصر ابزار و تجهیزات خانگی ساخته‌اند که نشانگر اصول ارگونومیک است.
نخستین بار در سال ۱۸۵۷ میلادی پژوهشگر لهستانی، وویجخ یستشنباوسکی (که در ایران آن را وجیسج جاسترزبوسکی نیز می‌خوانند) (۱۸۸۲–۱۷۹۹) اصطلاح ارگونومی را در مقاله‌ای با عنوان «پیرامون ارگونومی: علم کار، بر اساس واقعیات به دست آمده از علم طبیعت» به کار برد.
طی جنگ جهانی دوم گروهی از روانشناسان، مهندسان، مردم شناسان و فیزیولوژیست‌ها گرد هم آمدند تا مسائل طراحی و آموزشی را حل و فصل نمایند. در آن زمان، برای توصیف این نگرش مهندسی انسانی به کار می‌رفت. هم‌زمان با رشد ارگونومی، انجمن‌های حمایت‌کننده نیز پاگرفته و با گذشت زمان، گسترش یافته‌اند.

## حوزه‌های ارگونومی

### ۱-ارگونومی فیزیکی (Physical ergonomics)
این جزء، عمدتاً به بررسی فیزیکی و کاربرد اطلاعات به دست آمده در طراحی همهٔ سخت‌افزارهایی مربوط است که درمحیط کار، خانه و اوقات فراغت مورد استفاده قرار می‌گیرد (مثل ابزار، وسایل، میز، صندلی، نشانگرها، کنترل و…)
تایپ با رایانه جیبی و همچنین رایانه کیفی و رومیزی علاوه بر وارد آوردن فشار به انگشتان و چشم، سلامت ستون فقرات را نیز به خطر می‌اندازد.
ارگونومی سخت‌افزار با توانایی‌ها و محدودیت‌های انسان در برابر عوامل گوناگون محیطی مانند روشنایی، گرما، صدا، ارتعاش و… سروکار دارد. از این جزء در طراحی محیط کار انسان استفاده می‌شود.
حوزه‌های اصلی ارگونومی فیزیکی
- ارگونومی در محیط کار
- ارگونومی در محیط خانه
- ارگونومی در خودرو
- ارگونومی در ابزار و وسایل

این حوزه از ارگونومی در دنیای صنعت به بررسی و ارزیابی محیط‌ها و طراحی ابزارهای منطبق با بدن انسان می‌پردازد.

### ۲-ارگونومی نرم‌افزار (Software ergonomics)
زیر مجموعه ای از ارگونومی است که بعد از پیشرفت‌های تکنولوژی و اینترنت پدید آمد و زیر مجموعه‌هایی مانند اینترکشن دیزاین و سیستم دیزاین و … را در خود دارد. هدف این شاخه از ارگونومی کاهش خطاهای انسان در همگام استفاده از نرم‌افزارهای مختلف و کاهش بار شناختی ایشان با کمک مفاهیم روانشناختی و رنگ‌ها و … است این گرایش از ارگونومی در دنیای صنعت با نام Ux design یا طراح تجربه کاربری شناخته می‌شود.

### ۳-ارگونومی کلان(Organizational ergonomics)
تازه‌ترین جزء ارگونومی است و به ریز سامانه‌ها یعنی انسان-انسان، ماشین-انسان و محیط-انسان توجه ویژه دارد.
این بخش از ارگونومی در دنیای صنعت به بررسی و ارزیابی و بهبود حال روحی و روانی نیروی انسانی و ارزیابی بهینه‌سازی بار روانی و شناختی انسان‌ها می‌پردازد.

## برخی مباحث مطرح در ارگونومی

### آنتروپومتری
از دو واژهٔ یونانی آنتروپوس به معنای انسان و مترین به معنای اندازه‌گیری و سنجش برگرفته شده است و با اندازه‌گیری ابعاد و دیگر ویژگی‌های جسمانی سروکار دارد.
.

### فیزیولوژی کار
شاخه‌ای از فیزیولوژی انسان است که اعمال و چگونگی کارکرد بافت‌ها و اندام‌ها را به هنگام کار توضیح می‌دهد.

### فیزیولوژی محیط
در فیزیولوژی محیط، اثرات شرایط و عوامل محیطی مانند صدا، روشنایی، گرما، سرما و رطوبت بر فیزیولوژی بدن انسان بررسی می‌شود.

## آسیب‌ها و عوارض ناشی از عوامل مکانیکی و ارگونومیکی نامناسب
آسیب‌های ناشی از حرکت‌های تکراری
آسیب‌های ناحیه‌ای اسکلتی-ماهیچه‌ای
پینه بستن
بورسیت
هیگروما